# Interhalogének
Az interhalogének olyan vegyületek, melyek molekulája legalább két különböző halogénatomból (fluor, klór, bróm, jód vagy asztácium) épül fel, és ezeken kívül más elemet nem tartalmaz. A legtöbb ismert interhalogén vegyület két különböző atomból épül fel, általános képletük: XYn, ahol X a kisebb, Y a nagyobb elektronegativitású halogén, és n = 1, 3, 5 vagy 7. E vegyületek mindegyike hajlamos hidrolízisre és ionizációra, utóbbi eredményeként polihalogénionok keletkeznek.
Nem ismert olyan interhalogén vegyület, amelyben kettőnél több különböző halogén található, bár néhány könyv szerint a IFCl2 és IF2Cl vegyületeket előállították, és elméleti vizsgálatok alapján elképzelhető, hogy a BrClFn sorozat egyes tagjai valamennyire stabilak.

## Kétatomos interhalogének

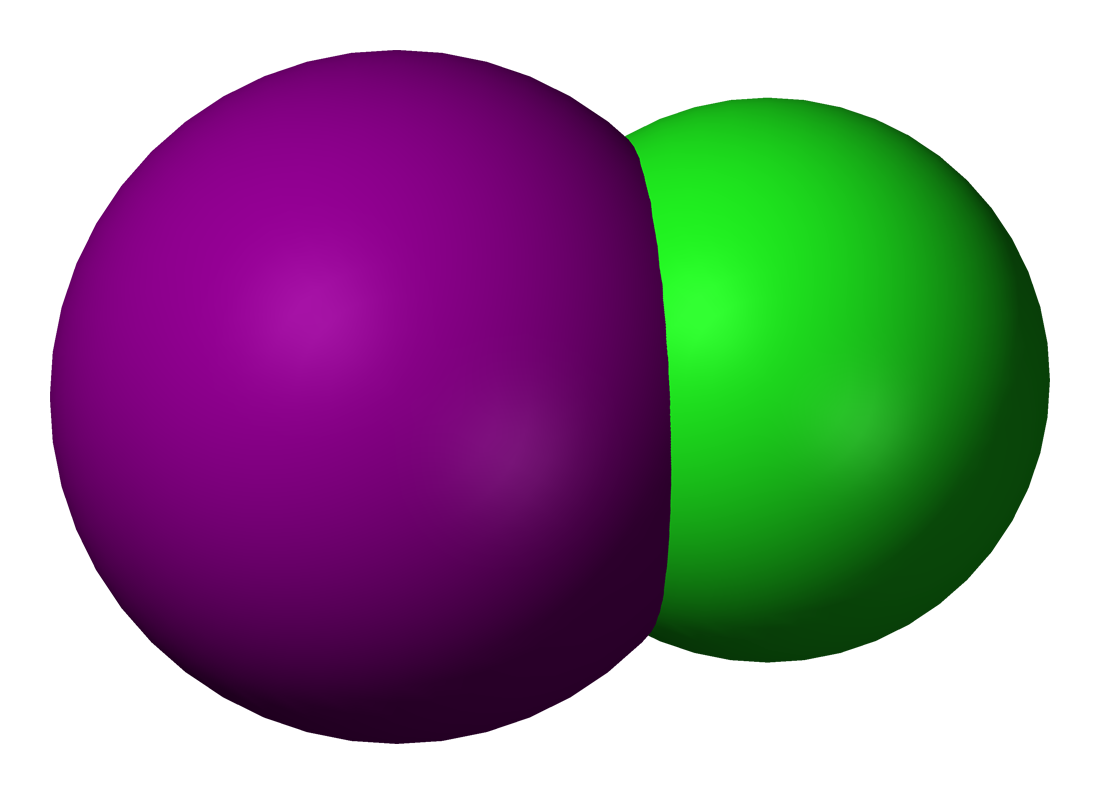
Jód-monoklorid

A kétatomos interhalogének fizikai tulajdonságai a molekulát alkotó két halogén fizikai tulajdonságai között vannak.
A különböző halogénatomok között poláris kovalens kötés jön létre. A F, Cl, Br és I-atomokat tartalmazó kétatomos interhalogének minden kombinációja ismert, bár közülük nem mindegyik stabil vegyület. Az asztáciumnak nem minden halogénnel alkotott vegyülete ismert.
- Klór-monofluorid (ClF): a legkönnyebb interhalogén vegyület. színtelen gáz, forráspontja −100°C.
- Bróm-monofluorid (BrF): még nem állították elő tiszta állapotban – brómmolekulára és bróm-trifluoridra disszociál.
- Jód-monofluorid (IF): instabil vegyület, 0 °C alatt elemi jódra és jód-pentafluoridra bomlik (diszproporció).
- Bróm-monoklorid (BrCl): vörösbarna színű gáz, forráspontja 5°C.
- Jód-monoklorid (ICl): szilárd halmazállapotban piros átlátszó kristályokat alkot. Olvadáspontja 27,2°C. Folyadékállapotban fojtogató barnás színű folyadék (hasonló tömegű és megjelenésű mint a bróm). Sósavval reagál, melynek során erős sav, HICl2 keletkezik. Kristályszerkezetében cikkcakkos láncok találhatók, a láncok között erős kölcsönhatás lép fel.
- Asztácium-monoklorid (AtCl): asztácium, perkromát és klorid reakciójával állították elő, nem tudták tiszta formában kinyerni.
- Jód-monobromid (IBr): az elemek közvetlen reakciójával állítják elő. Szilárd állapotban sötétvörös színű kristályos anyag, olvadáspontja 42°C, forráspontja 116 °C, gáz halmazállapotban részlegesen disszociál.
- Asztácium-monobromid (AtBr): asztácium és vízben oldott jód-monobromid reakciójával állítják elő.
- Asztácium-monojodid (AtI): asztácium és jód közvetlen reakciójával nyerik. Ez a legnehezebb ismert interhalogén vegyület.

## Négyatomos interhalogének

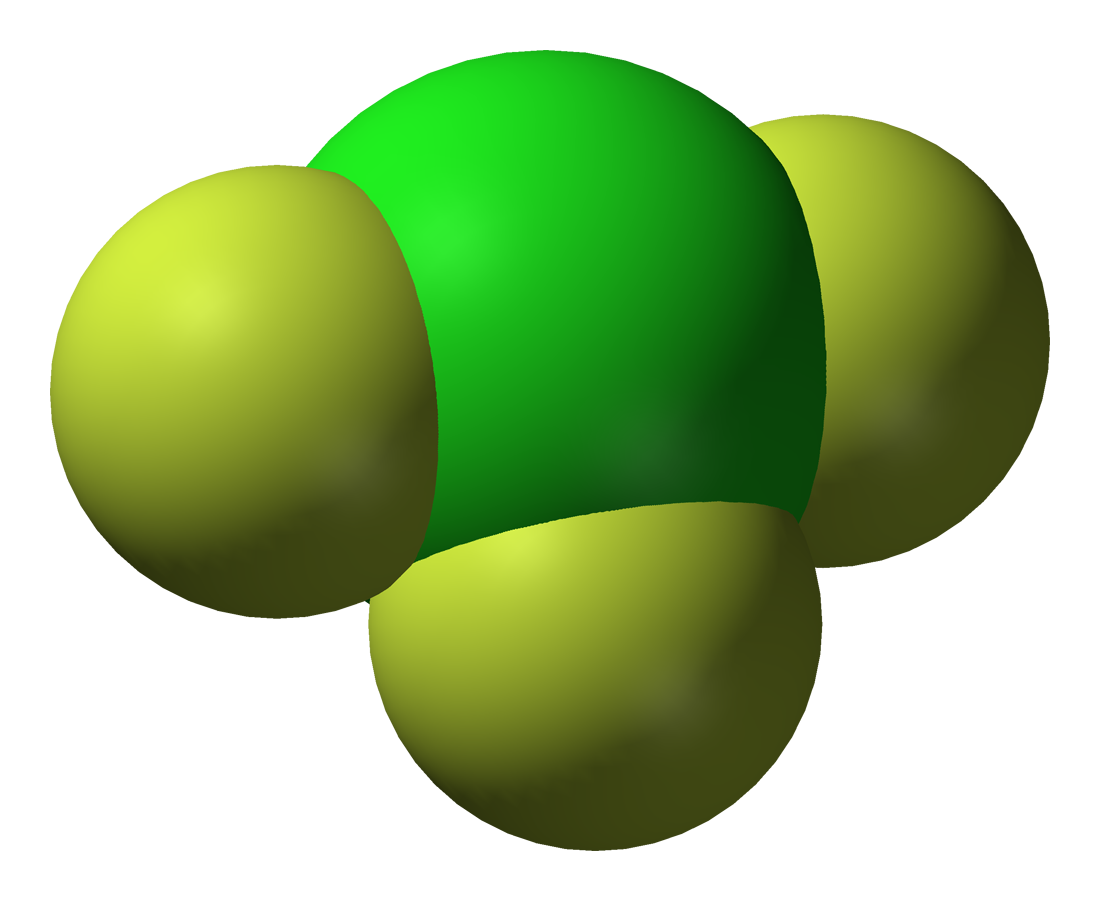
Klór-trifluorid

- Klór-trifluorid (ClF3): színtelen gáz, folyadék állapotban zöld színű, szilárd állapotban fehér. Előállításakor klórt reagáltatnak feleslegben levő fluorral 250°C-ra hevített nikkel csőben. A fluornál is hevesebben, gyakran robbanásszerűen reagál. Molekulája T alakú, síkalkatú. Urán-hexafluorid előállításánál használják.
- Bróm-trifluorid (BrF3): zöldessárga, az elektromosságot vezető folyadék – ionizáció révén [BrF2+] + [BrF4−] ionokra szakad. Számos fémmel és fém-oxiddal reagál hasonló ionos vegyületek képződése közben, míg más fém-oxidokkal fém-fluorid, szabad bróm és oxigén keletkezése közben reagál. A szerves kémiában fluorozószerként alkalmazzák. Molekulaszerkezete a klór-trifluoridéval azonos.
- Jód-trifluorid (IF3): szilárd sárga anyag, −28°C felett elbomlik. Szintézise elemi halogénekből történik, de ügyelni kell, hogy ne keletkezzen IF5. −45 °C-on CCl3F-ban a fluor IF3 keletkezése közben reagál a jóddal. Egy másik eljárás szerint alacsonyabb hőmérsékleten a I2 + 3XeF2 → 2IF3 + 3Xe reakcióval állítható elő. Mivel nagyon instabil vegyület, nem sokat tudunk róla.
- Jód-triklorid (ICl3): szilárdan citromsárga színű kristályokat alkot, melyek nyomás alatt megolvaszthatóak, a kapott folyadék barna színű. Előállítható alacsony hőmérsékleten az elemekből, vagy jód-pentoxid és hidrogén-klorid reakciójával. Számos fém-kloriddal tetrakloridok képződése közben reagál. Vízben hidrolizál. Molekulája síkalkatú dimer (ICl3)2, melyben minden jódatomot négy szomszédos klóratom vesz körül.

## Hatatomos interhalogének

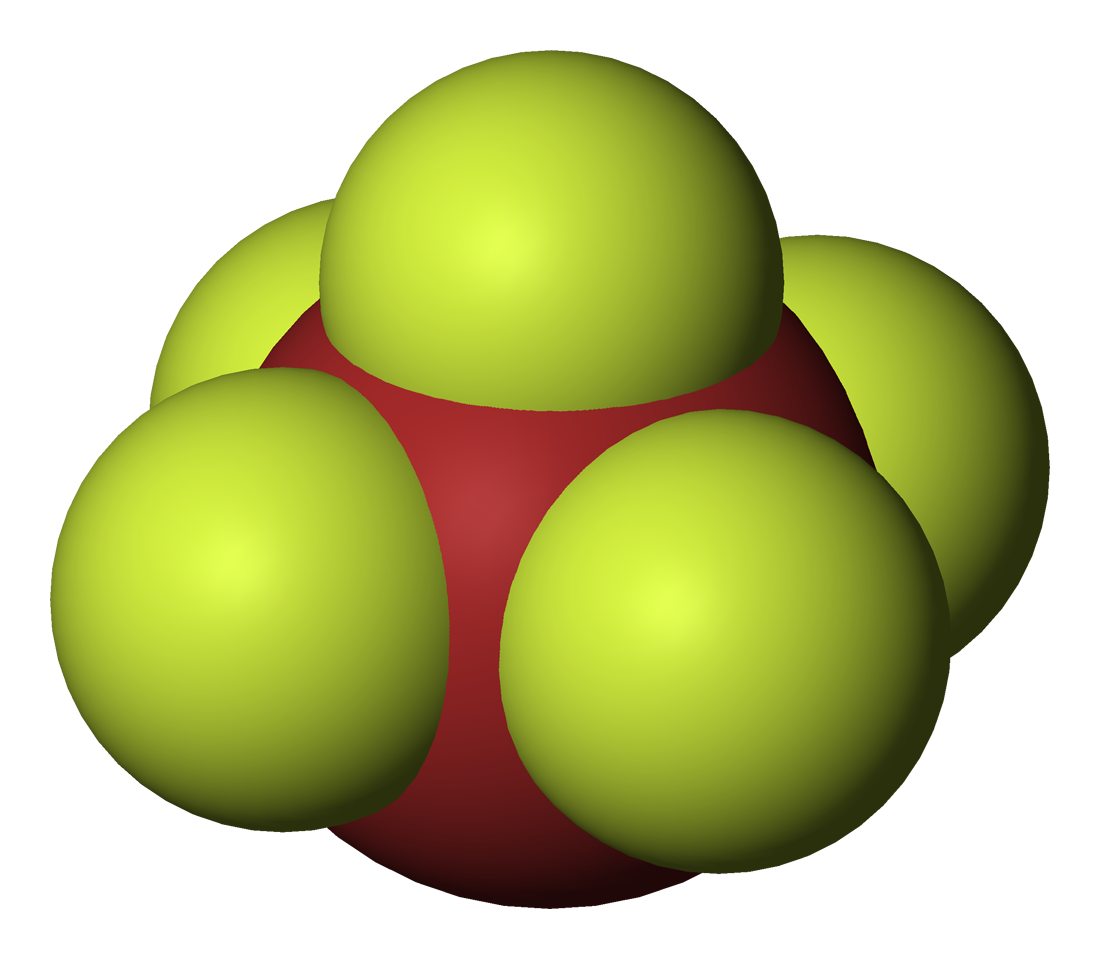
Bróm-pentafluorid

- Klór-pentafluorid (ClF5): színtelen gáz. Hevesen reagál a vízzel, a legtöbb fémmel és nemfémmel. Magas hőmérsékleten és nagy nyomáson állítják elő klór-trifluorid és fluor reakciójával.
- Bróm-pentafluorid (BrF5): színtelen füstölgő folyadék. 200°C-on állítják elő bróm-trifluoridból és fluorból. Stabil vegyület, de hevesen reagál a vízzel, és a legtöbb fémmel és nemfémmel.
- Jód-pentafluorid (IF5): színtelen folyadék. Jód-pentoxidot és ezüst-fluoridot vagy jódot és ezüst(II)-fluoridot reagáltatnak az előállításához. Rendkívül reakcióképes molekula, lassan még az üveggel is reagál. Reakcióba lép a kémiai elemekkel, oxidokkal és szén-halogenidekkel. A molekulaalkata tetragonális piramis.
- Jód-pentabromid (IBr5): létezése vitatott,[7] amennyiben van ilyen vegyület, az sötét vörösbarna színű folyadék vagy barnássárga színű kristályokat alkot. 60°C-on keletkezik jód és bróm reakciójában. Folyadékként a legtöbb tulajdonsága a brómhoz hasonlít. Minden halmazállapotában nagyon mérgező. A bróm forráspontja felé hevítve instabil, brómgőzök és jód-monobromid keletkezik.[8][9][10]

## Nyolcatomos interhalogének

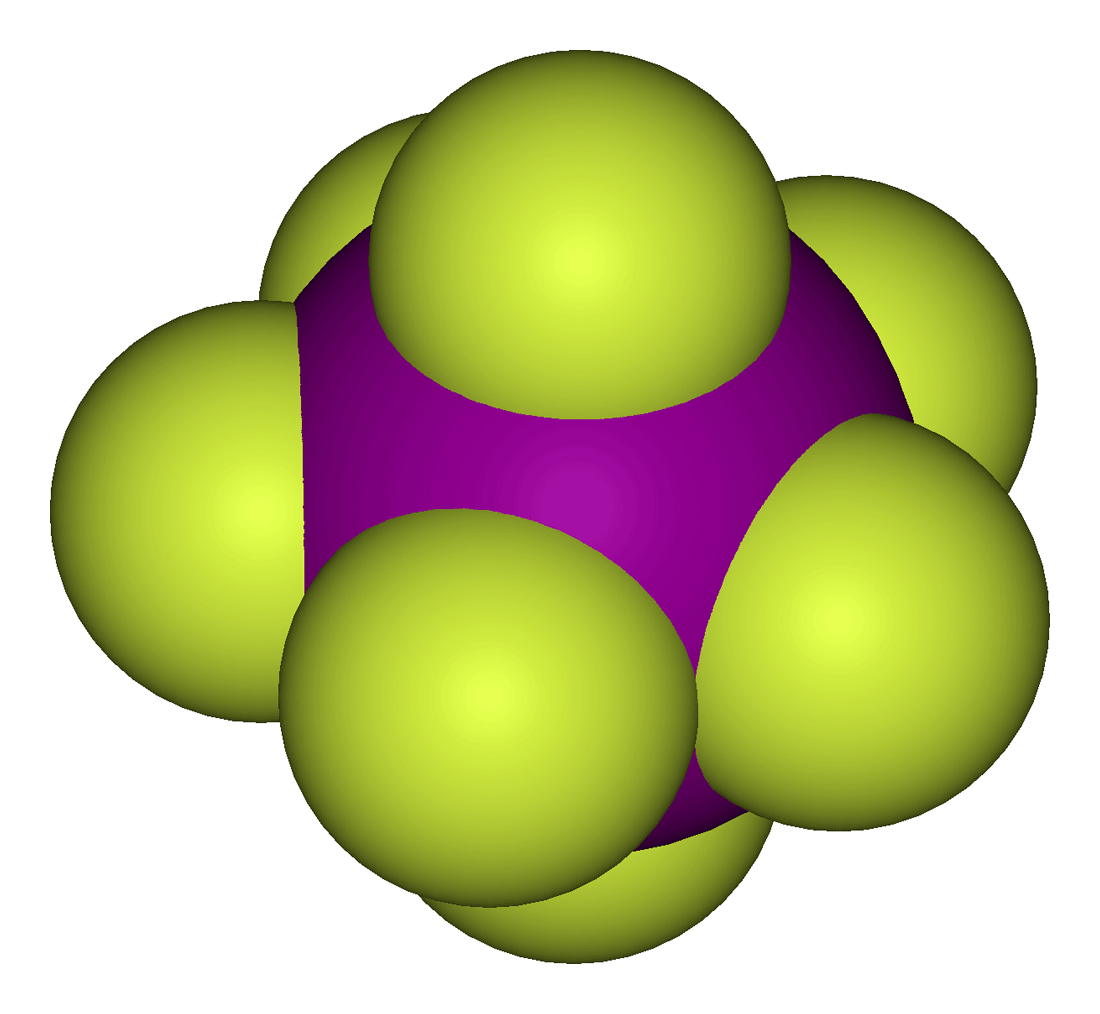
Jód-heptafluorid

- Jód-heptafluorid (IF7): színtelen gáz, erélyes fluorozószer. A molekula formája egy ötszögletű kettős gúla (pentagonális bipiramis). Ez az egyetlen ismert interhalogén vegyület, amelyben egy atomhoz hét másik atom kapcsolódik.
- A bróm-heptafluorid előállításra irányuló minden kísérlet kudarcot vallott, a kísérletek során bróm-pentafluorid és fluorgáz keletkezett.

## Interhalogének összefoglaló táblázata
|    | F                 | Cl           | Br        | I   | At  |
| -- | ----------------- | ------------ | --------- | --- | --- |
| F  | F2                |              |           |     |     |
| Cl | ClF, ClF3, ClF5   | Cl2          |           |     |     |
| Br | BrF, BrF3, BrF5   | BrCl         | Br2       |     |     |
| I  | IF, IF3, IF5, IF7 | ICl, (ICl3)2 | IBr, IBr5 | I2  |     |
| At |                   | AtCl         | AtBr      | AtI | At2 |

## Interhalogének tulajdonságai
Az interhalogénekben található kötések jellemzően reakcióképesebbek, mint a kétatomos halogénekben találhatók, mert az interhalogénekben a halogének közti kovalens kötések gyengébbek mint a kétatomos halogénmolekulák kötései – a fluormolekulát leszámítva. Az interhalogének vízzel érintkezve halogenid- és oxohalogenidionok keletkezése közben reagálnak. A BrF5 reakciója robbanásszerű is lehet. Ugyanakkor ha szilícium-dioxiddal vagy fém-oxiddal lépnek reakcióba, akkor az egyik fajta halogén a szilíciummal vagy a fémmel létesít kötést, miközben oxigén és a másik halogénből elemi állapotú halogén keletkezik. A legtöbb interhalogén fluorid, a többi – az IBr kivételével – klorid. YX és YX3 általános összegképletű interhalogének akkor keletkeznek, ha a halogénatomok elektronegativitása közötti különbség kicsi. Amikor az interhalogének fémekkel reagálnak akkor fém-halogenidek keletkeznek.
YX5 és YX7 általános összegképletű interhalogén keletkezik, ha nagy az interhalogének közti elektronegativitás különbség. Az interhalogénekben a központi atom sugara nagyobb mint a hozzá csatlakozó atomoké. Számos interhalogén reagál a fémekkel például a jód-heptafluorid, kivéve a platinacsoport elemeivel. Az YX5 általános összegképletű interhalogének nem reagálnak az alkálifémekkel.
Az YX3 interhalogének közül a klór-trifluorid a legreaktívabb, a jód-triklorid pedig a legkevésbé reaktív. A bróm-trifluorid a legnagyobb termikus stabilitású négy atomos interhalogén. A jód-trikloridnak a legalacsonyabb a termikus stabilitása. A klór-trifluorid forráspontja −12 °C. A bróm-trifluorid forráspontja 127 °C, és szobahőmérsékleten folyékony. A jód-triklorid olvadáspontja 101 °C.
A legtöbb interhalogén szobahőmérsékleten gáz halmazállapotú. Néhány interhalogén azonban – főleg amelyek brómot, illetve jódot tartalmaznak – folyékony, illetve szilárd halmazállapotúak. A könnyebb halogénatomokból felépülő interhalogének egészen színtelenek, de a nehezebbeknek sötétebb színe van – ebben a tekintetben a halogénekhez hasonlítanak. Minél nagyobb az interhalogénben a halogénatomok elektronegativitás különbsége, annál magasabb az interhalogén forráspontja. Minden interhalogén diamágneses. Az interhalogénekben a halogének közti kötés hossza összefügg a halogének sugarával. Tehát a kis sugarú halogének közti kötések rövidek, a nagy sugarú halogének közti kötések hosszúak. Például a klór-fluoridban a kötés hossza 1,628 ångström, a jód-bromidban a kötés hossza 2,47 ångström.

## Előállításuk
Nagyobb atomszámú interhalogéneket (például ClF3-at) úgy is elő lehet állítani, hogy kis atomszámú interhalogéneket (például ClF-et) és halogéneket egyesítenek. Ezt a módszert általában halogén fluoridok-előállítására használják. 250-300 °C hőmérsékleten azonban ezzel az eljárással a nagyobb interhalogének akár kisebbekké is alakulhatnak. Interhalogéneket úgy is elő lehet állítani, hogy két elemi halogént különböző körülmények között reagáltatják egymással. Ezzel a módszerrel az IF7 kivételével bármely interhalogén előállítható.
Kisebb interhalogének (például ClF) közvetlenül halogének egyesítésével is előállíthatók. Például az F2 reakcióba lép a Cl2-ral 250 °C-on, és két ClF molekula keletkezik. A Br2 azonos módon, de 60 °C-on reagál F2-vel. Az I2 35 °C-on reagál F2-vel. Az IF5 forráspontja 97 °C, a BrF5-é 40,5 °C. Az IF7 előállítható palládium-jodid és fluor reakciójával.

## Felhasználásuk
Néhány interhalogén, például BrF3, IF5 és ICl jó halogénező szerek. A BrF5 reakciójánál fluor keletkezik. A jód-monokloridnak számos alkalmazása ismert, többek között zsírok és olajok telítettségének méréséhez használják, de néhány reakcióban katalizátorként is használják. Számos interhalogenént, például IF7, polihalogenidek előállítására használnak.

## Fordítás
- Ez a szócikk részben vagy egészben  az   Interhalogen című angol Wikipédia-szócikk ezen változatának fordításán alapul.  Az eredeti cikk szerkesztőit annak laptörténete sorolja fel. Ez a jelzés csupán a megfogalmazás eredetét és a szerzői jogokat jelzi, nem szolgál a cikkben szereplő információk forrásmegjelöléseként.